# 萩山台
萩山台（はぎやまだい）は、愛知県瀬戸市萩山台連区の町名。現行行政地名は萩山台1丁目から9丁目。

## 地理
- 瀬戸市の南部に位置する[8]。西を菱野台・原山台、北を西茨町・萩殿町、東を宝ケ丘町、南を八幡台と隣接している[8]。
- 菱野団地の一部[8]。4・7・8丁目の高層住宅25棟とそのほかの個人住宅から構成されている[8]。
- かつて3丁目に市の学校給食センターがあった[8]が、1998年（平成10年）度までに移転[9]。跡地は、せと在宅福祉センターとなっている。

### 学区
市立小・中学校に通う場合、学区は以下の通りとなる。また、公立高等学校普通科に通う場合の学区は以下の通りとなる。
| 町丁・丁目  | 番・番地等 | 小学校             | 中学校             | 高等学校 |
| ----------- | ---------- | ------------------ | ------------------ | -------- |
| 萩山台1丁目 | 全域       | 瀬戸市立萩山小学校 | 瀬戸市立光陵中学校 | 尾張学区 |
| 萩山台2丁目 | 全域       | 瀬戸市立萩山小学校 | 瀬戸市立光陵中学校 | 尾張学区 |
| 萩山台3丁目 | 全域       | 瀬戸市立萩山小学校 | 瀬戸市立光陵中学校 | 尾張学区 |
| 萩山台4丁目 | 全域       | 瀬戸市立萩山小学校 | 瀬戸市立光陵中学校 | 尾張学区 |
| 萩山台5丁目 | 全域       | 瀬戸市立萩山小学校 | 瀬戸市立光陵中学校 | 尾張学区 |
| 萩山台6丁目 | 全域       | 瀬戸市立萩山小学校 | 瀬戸市立光陵中学校 | 尾張学区 |
| 萩山台7丁目 | 全域       | 瀬戸市立萩山小学校 | 瀬戸市立光陵中学校 | 尾張学区 |
| 萩山台8丁目 | 全域       | 瀬戸市立萩山小学校 | 瀬戸市立光陵中学校 | 尾張学区 |
| 萩山台9丁目 | 全域       | 瀬戸市立萩山小学校 | 瀬戸市立光陵中学校 | 尾張学区 |

## 歴史

### 沿革
- 1970年（昭和45年）3月27日 - 菱野団地原山台入居開始[12]。
- 1981年（昭和56年）2月1日 - 瀬戸市大字菱野字長根・大字山口字大坂・萩殿町の各一部[注釈 2]より、同市萩山台1丁目〜9丁目として成立[2]。
- 1985年（昭和60年）3月25日 - 2丁目の一部を原山台8丁目・原山町に編入[13]。

## 世帯数と人口
2024年（令和6年）1月1日現在の世帯数と人口は以下の通りである。
| 町丁・丁目  | 世帯数    | 人口    |
| ----------- | --------- | ------- |
| 萩山台1丁目 | 135世帯   | 266人   |
| 萩山台2丁目 | 171世帯   | 374人   |
| 萩山台3丁目 | 72世帯    | 150人   |
| 萩山台4丁目 | 271世帯   | 493人   |
| 萩山台5丁目 | 152世帯   | 286人   |
| 萩山台6丁目 | 144世帯   | 311人   |
| 萩山台7丁目 | 229世帯   | 404人   |
| 萩山台8丁目 | 100世帯   | 202人   |
| 萩山台9丁目 | 233世帯   | 476人   |
| 計          | 1,507世帯 | 2,962人 |

### 人口の変遷
国勢調査による人口の推移
| 1995年（平成7年）  | 5,564人 | [ 14 ] |  |
| 2000年（平成12年） | 4,801人 | [ 15 ] |  |
| 2005年（平成17年） | 4,772人 | [ 16 ] |  |
| 2010年（平成22年） | 4,374人 | [ 17 ] |  |
| 2015年（平成27年） | 3,635人 | [ 18 ] |  |
| 2020年（令和2年）  | 3,114人 | [ 19 ] |  |

### 世帯数の変遷
国勢調査による世帯数の推移。
| 1995年（平成7年）  | 1,769世帯 | [ 14 ] |  |
| 2000年（平成12年） | 1,721世帯 | [ 15 ] |  |
| 2005年（平成17年） | 1,817世帯 | [ 16 ] |  |
| 2010年（平成22年） | 1,739世帯 | [ 17 ] |  |
| 2015年（平成27年） | 1,572世帯 | [ 18 ] |  |
| 2020年（令和2年）  | 1,429世帯 | [ 19 ] |  |

## 交通

### 鉄道
町内に鉄道は走っていない。最寄り駅は名鉄瀬戸線尾張瀬戸駅または愛知環状鉄道・愛知環状鉄道線山口駅になる。

### バス
名鉄バス「東山線」
- 【16】【16H】【17H】新瀬戸駅 - 瀬戸駅前 - 菱野団地（循環） - 瀬戸駅前 - 新瀬戸駅 系統
- 【18】瀬戸駅前 - 菱野団地 - 愛・地球博記念公園駅 系統

以上、4系統共通 ：  せと在宅福祉センター前バス停（菱野団地方面乗り場）・萩山台北バス停・センター前バス停・萩山台南バス停
- 【40】【41】藤が丘 - 岩作 - 本地口 - 菱野団地 系統

名鉄バス「本地ヶ原線」
- 【35】名鉄バスセンター - 引山 - 四軒家 - 本地ヶ原 - 菱野団地 系統

以上、2路線3系統共通 ： 萩山台北バス停・センター前バス停・萩山台南バス停
菱野団地住民バス ： せと在宅福祉センター前バス停・萩山台北（名鉄バス停）バス停・萩山公民館バス停・ひだまりステーション8丁目バス停
- せと在宅福祉センター前バス停（名鉄バス）
- 萩山台北バス停
- センター前バス停
- 萩山台南バス停
- せと在宅福祉センター前バス停（菱野団地住民バス）
- 萩山台北（名鉄バス停）バス停
- 萩山公民館バス停
- ひだまりステーション8丁目バス停

### 道路
町内に国道、県道は走っていない。

## 施設
- 瀬戸市立萩山小学校[8] ： 1973年（昭和48年）開校[20]。2022年（令和4年）5月1日現在の児童数は75人、教員数は18人[21]。瀬戸市立瀬戸特別支援学校小学部を併設している。
  - 瀬戸市立瀬戸特別支援学校萩山校舎 ： 2010年（平成22年）開校[20]。2022年5月1日現在の児童数は28人、教員数は85人（中・高等部も含む）[22]。
- 瀬戸市立光陵中学校[8] ： 1973年開校[20]。2022年5月1日現在の生徒数は223人、教員数は30人[21]。瀬戸市立瀬戸特別支援学校中学部、高等部を併設している。
  - 瀬戸市立瀬戸特別支援学校光陵校舎 ： 2014年（平成26年）開校[20]。2021年5月1日現在の生徒数は中学部26人、高等部26人、教員数は85人（小学部も含む）[22]。
- 菱野幼稚園[8] ： 1973年開園[20]。学校法人中西学園が運営[23]。「伸び伸びと 明るく元気に がんばる子」を育てることを教育目標にしている[23]。
- 萩山保育園[8] ： 1976年（昭和51年）開園[20]。定員80名[24]。かつては瀬戸市立であったが、2003年より、社会福祉法人 菱野団地子どもセンターが運営している[25][注釈 3]。
- 萩山公民館 ： 1986年（昭和61年）竣工[20]。使いやすく親しまれる地区公民館を目指して運営している[27]。
- せと在宅福祉センター ： 自宅での介護・看護をきめ細かくサポートしてくれる[28]。
- 萩山北公園 ： ブランコ・すべり台・ジャングルジムなどの遊具の他に、大きなグラウンドがある。
- 萩山南公園 ： 少し高台になっている。
- 萩山台1丁目ちびっこ広場 ： 1丁目にある小さな公園。ブランコ、すべり台、鉄棒がある。
- 萩山台2丁目Iちびっこ広場 ： 2丁目の西にある小さな公園。ブランコとすべり台がある。
- 萩山台2丁目IIちびっこ広場 ： 2丁目の東にある小さな公園。ブランコとすべり台がある。
- 萩山台5丁目ちびっこ広場 ： 5丁目にある小さな公園。ブランコとすべり台がある。
- 萩山台6丁目ちびっこ広場 ： 6丁目にある小さな公園。ブランコとすべり台がある。
- 萩山台9丁目ちびっこ広場 ： 9丁目にある小さな公園。ブランコとすべり台がある。

- 瀬戸市立萩山小学校
- 瀬戸市立光陵中学校
- 菱野幼稚園
- 萩山保育園
- 萩山公民館
- せと在宅福祉センター
- 萩山北公園
- 萩山南公園
- 萩山台1丁目ちびっこ広場
- 萩山台2丁目Iちびっこ広場
- 萩山台2丁目IIちびっこ広場
- 萩山台5丁目ちびっこ広場
- 萩山台6丁目ちびっこ広場
- 萩山台9丁目ちびっこ広場

## その他

### 日本郵便
- 郵便番号 : 489-0886[6]（集配局：瀬戸郵便局[29]）。